# International Seismological Centre
El International Seismological Centre (conocido por sus siglas en inglés ISC, en español,  Centro Internacional de Sismología) es una institución no gubernamental, sin ánimo de lucro encargada con la colección, análisis y publicación final de información de terremotos estándar de todo el mundo.

## Historia
Los efectos de los terremotos se han observado y documentado desde tiempos remotos, pero fue sólo desde el desarrollo de instrumentos de detección de terremotos en los últimos cien años que un estudio adecuado de su aparición ha sido posible. La necesidad de intercambio internacional de lecturas de llegadas fue reconocido por el profesor John Milne, cuyo trabajo dio lugar al Internacional Seismological Summary creando inmediatamente después de la Primera Guerra Mundial.
Después de la muerte de Milne, el Internacional Seismological Summary operó con fondos principalmente de las universidades del Reino Unido bajo la dirección de varios profesores de sismología en la Universidad de Oxford, y sir Harold Jeffreys (Cambridge). 
El actual Internacional Seismological Centre se formó en el centro de Edimburgo en 1964, con el Dr PL Willmore como su primer director, para continuar la labor del Internacional Seismological Summary (ISS), que fue la primera compilación de observaciones de terremotos en todo el mundo.
En 1970, con la ayuda de la UNESCO y otros organismos científicos internacionales, el Centro pasó a ser un organismo no-gubernamental, financiado por las instituciones interesadas de distintos países. Inicialmente hubo apoyo de siete países (ahora hay más de 50), incluyendo academias nacionales, departamentos gubernamentales y universidades. Cada miembro contribuye con un mínimo de una unidad de suscripción o más, designa a un representante en el Consejo de Administración del Centro, que se reúne cada dos años para decidir la política del Centro y el programa operativo. Representantes de la UNESCO y la Asociación Internacional de Sismología y Física del Interior de la Tierra (IASPEI) también asisten a estas reuniones. El Consejo de Administración nombra al Director y un pequeño Comité Ejecutivo para supervisar el funcionamiento del Centro.
El ISC esta mayoritariamente financiado por las suscripciones de los miembros, pero desde 1978 una nueva categoría de Miembros Asociados ha estado disponible para las organizaciones en el sector comercial, tales como las oficinas de seguros, empresas de ingeniería y exploración de las empresas, que tienen necesidad profesional de los resultados del Centro, y la voluntad de contribuir a la continuación de sus operaciones. Tanto los miembros como los miembros asociados gozan de ciertos privilegios.
En 1975, el Centro se trasladó a Newbury en el sur de Inglaterra para hacer un mejor uso de las instalaciones de computación. El Centro posteriormente adquirió su propio equipo y en 1986 se trasladó a su propio edificio en Pipers Lane, Thatcham, cerca de Newbury. El diseño interior de los nuevos locales fue concebido para el Centro y no sólo incluye el espacio de oficinas, sino una zona de almacenamiento de amplias existencias de las publicaciones y boletines del ISS y del ISC y una biblioteca sismológica de boletines, revistas y libros.

## Propósito
El principal objetivo científico del ISC es la compilación definitiva de información y lecturas en la que se basan la localizaciones de terremotos. La colección de los informes de los efectos del los terremoto es también una parte importante de su funcionamiento. También se recalculan las localizaciones y el tiempo de ocurrencia de terremotos en todo el mundo, haciendo uso de toda la información disponible.
Desde 1957 la manipulación del gran volumen de datos se ha llevado a cabo principalmente por el equipo. Hasta entonces las los eventos del ISS se determinaban manualmente con la ayuda de un gran globo. El ISC ahora utiliza una red de Linux / Unix de trabajo con acceso a una base de datos relacional de cerca de 50 Gb de datos en línea.
El análisis de los datos se realiza en lotes mensuales y comienza después de al menos 18 meses para permitir que la información utilizada sea lo más completa posible. Aunque gran parte del trabajo sería imposible sin la gran cantidad de programas de ordenador, la edición final de los acontecimientos lo suficientemente grandes como para ser detectados por varias redes operadas independientemente siempre es llevada a cabo por los sismólogos que controlan la producción de eventos y la poco probable posibilidad de lecturas disasociadas.
Durante el análisis los programas de ordenador primero agrupan los diferentes organismos asociados y, a continuación, las lecturas de las estaciones individuales entre ellas. En un mes normal más de 200000 lecturas de estaciones se analizan con un promedio de 10000 eventos por mes identificados, de los cuales alrededor de 4000 requieren una revisión manual. Disasociaciones y otras discrepancias se rectifican y el resto son lecturas no asociadas utilizadas en la búsqueda de nuevos eventos que son añadidos a la base de datos junto con los terremotos no declarados anteriormente. El número total de eventos mensuales es varias veces superior a los obtenidos por cualquier otro institución en todo el mundo y los resultados del ISC tienen el objetivo de proporcionar una lista lo más lista completa posible. 